# Schloss Osterstein (Gera)
Koordinaten: 50° 52′ 50,7″ N, 12° 3′ 46,9″ O

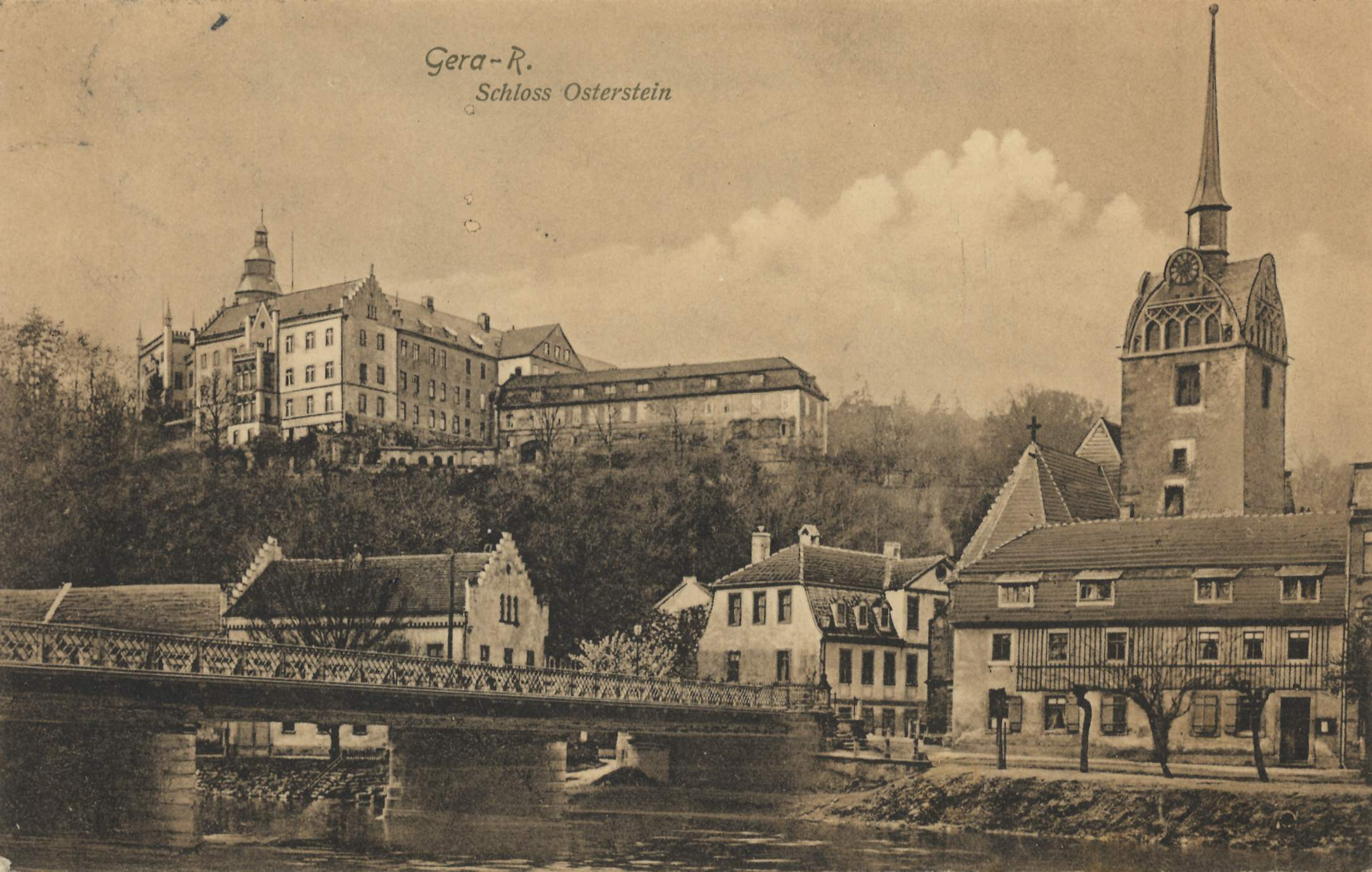
Schloss Osterstein um 1900, Ansichtskarte

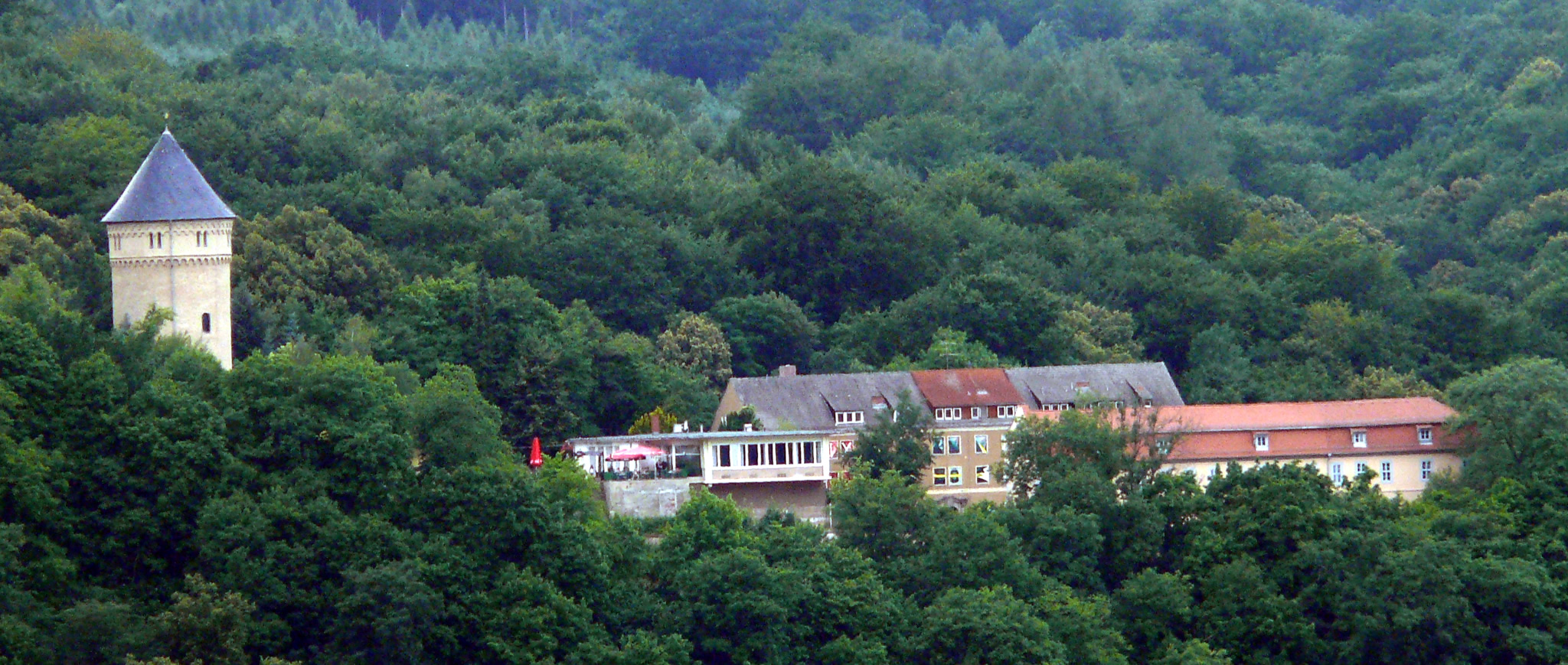
Reste von Schloss Osterstein, 2008

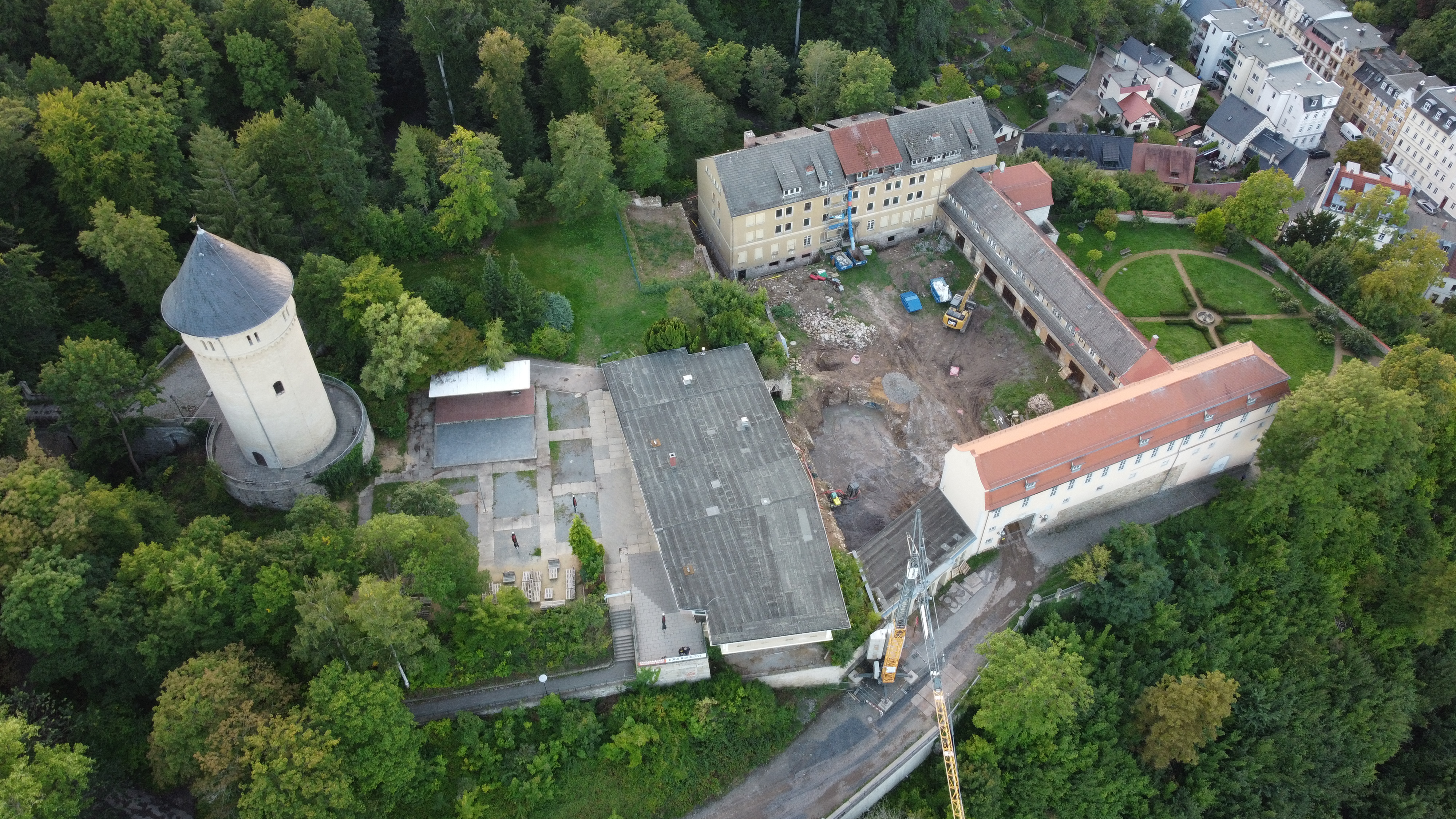
Draufsicht auf das Schlossgelände

Schloss Osterstein auf dem Hainberg oberhalb des Geraer Stadtteils Untermhaus war das Residenzschloss des Fürstentums Reuß jüngere Linie.
Im Zweiten Weltkrieg wurde das Schloss bei einem Luftangriff am 6. April 1945 zerstört. Die Ruinen wurden 1962 gesprengt. Heute sind von der ursprünglichen Bausubstanz nur noch der ehemalige Bergfried aus dem 12. Jahrhundert, die zum Schloss führende Wolfsbrücke von 1857 sowie Reste von Wirtschaftsgebäuden und Schlosshof erhalten.

## Geschichte

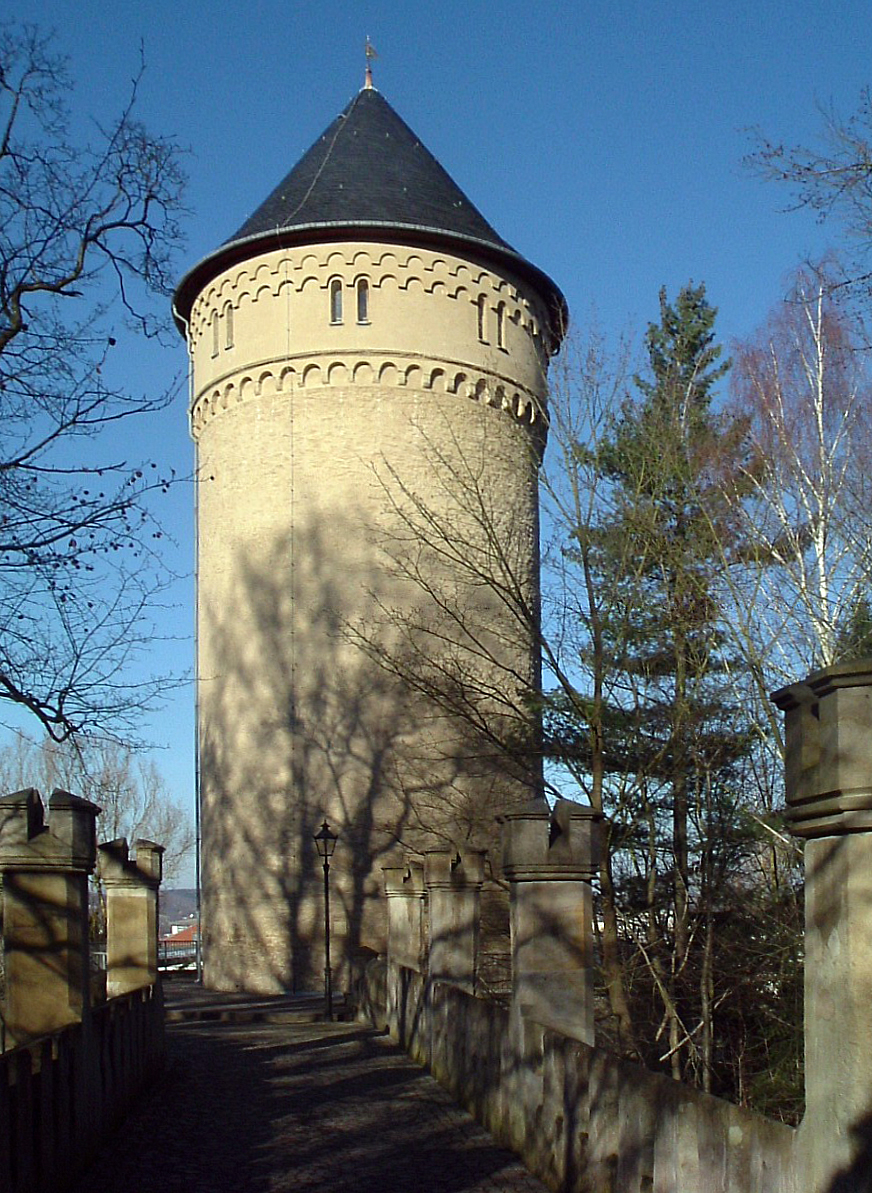
Bergfried 2008

An der Stelle einer bronzezeitlichen Wallanlage sowie einer späteren, erst seit 1997 nachgewiesenen slawischen Burg auf dem Hainberg wurde von den Vögten von Weida im 12./13. Jahrhundert eine Burganlage errichtet. Aus dem mittleren 13. Jahrhundert stammt mit dem Bergfried einer der wenigen noch erhaltenen Teile des Schlosses. Unklar ist, ob die Anlage von Anfang an der hauptsächliche Wohn- und Herrschaftssitz der Linie der Vögte von Weida war, die sich seit den 1230er Jahren nach Gera benannte; der traditionellen Auffassung, die Vögte und Herren hätten bis zum Sächsischen Bruderkrieg in der Stadtburg in der Geraer Altstadt residiert und den Osterstein nur als Nebensitz genutzt, wurde 2012 von Christine Müller widersprochen. Die Vögte besaßen die Burg zunächst als Lehen des Stifts Quedlinburg, mussten sie aber infolge der Ereignisse des vogtländischen Krieges 1358 dem Markgrafen von Meißen als Afterlehen auftragen. Seitdem besaßen die Wettiner die Lehnshoheit über Burg und Stadt Gera.
1550 starb die Linie der Herren von Gera aus, das Gebiet fiel an die verwandte Linie der Reuß von Plauen zu Greiz. Im 16. und 17. Jahrhundert – beginnend mit Heinrich dem Jüngeren, dem Vater von Heinrich Posthumus Reuß, in den 1560er Jahren – wurde die Burg zu einem herrschaftlichen Renaissanceschloss umgebaut. 1581 erfolgte die erste Erwähnung des Namens Osterstein durch Petrus Albinus. Bis zu ihrem Aussterben 1802 war das Schloss Sitz der Linie Reuß-Gera.

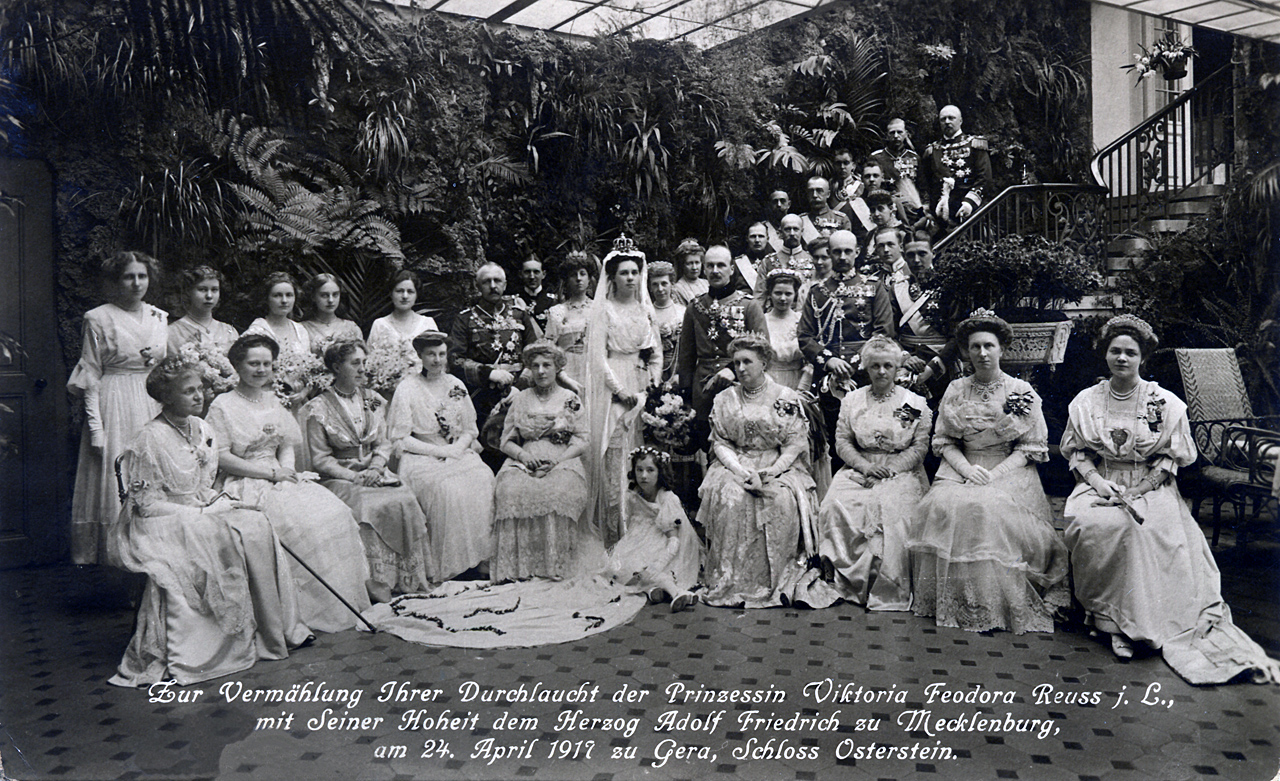
Hochzeit auf Schloss Osterstein 1917

Seit 1863 war Osterstein die Residenz des Fürstentums Reuß jüngere Linie. Am 1. März 1908 wurde auf dem Schloss die Ehe zwischen dem bulgarischen Zaren Ferdinand I. und Eleonore Reuß zu Köstritz geschlossen. Es handelte sich hierbei um eine protestantische Zeremonie, nachdem das Paar sich schon zwei Tage zuvor in Coburg katholisch hatte trauen lassen. Am 24. April 1917 fand die letzte Fürstenhochzeit auf Schloss Osterstein statt, in der Feodora Reuß jüngere Linie Herzog Adolf Friedrich zu Mecklenburg heiratete.
In Folge der Novemberrevolution unterschrieb Heinrich XXVII. als letzter regierender Fürst Reuß am 10. November 1918 seine Abdankungsurkunde auf Schloss Osterstein, welches nach dem Ende der Monarchien im Deutschen Reich bis 1945 Eigentum und Wohnsitz der Fürstenfamilie blieb. In der Endphase des Zweiten Weltkriegs wurde das Schloss beim schwersten Bombenangriff der United States Army Air Forces auf Gera am 6. April 1945 zerstört und brannte vollkommen aus. Letzter Eigentümer war seit 1928 Heinrich XLV., dessen gesamtes Vermögen bei Kriegsende auf Befehl der Sowjetischen Militäradministration beschlagnahmt und 1948 enteignet wurde. Er selbst wurde im August 1945 von sowjetischem Militär verschleppt und gilt seitdem als vermisst.

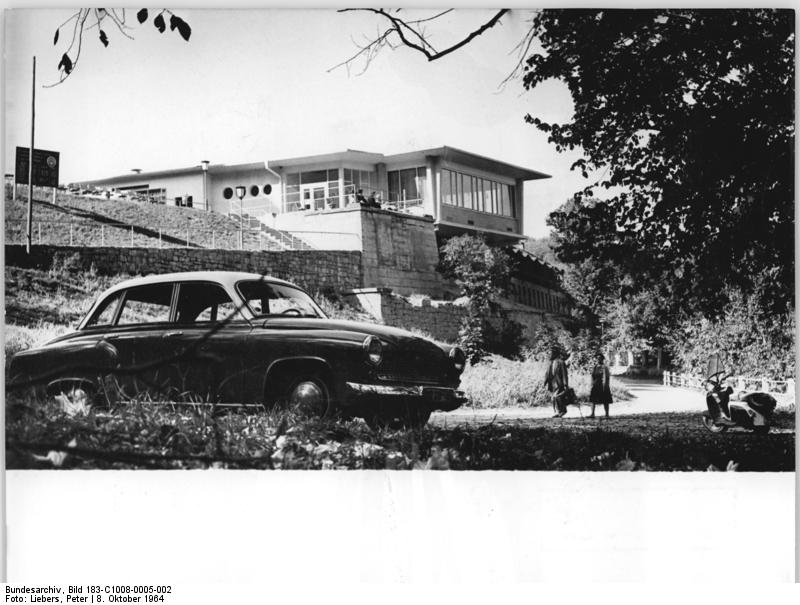
Das Terrassencafé 1964

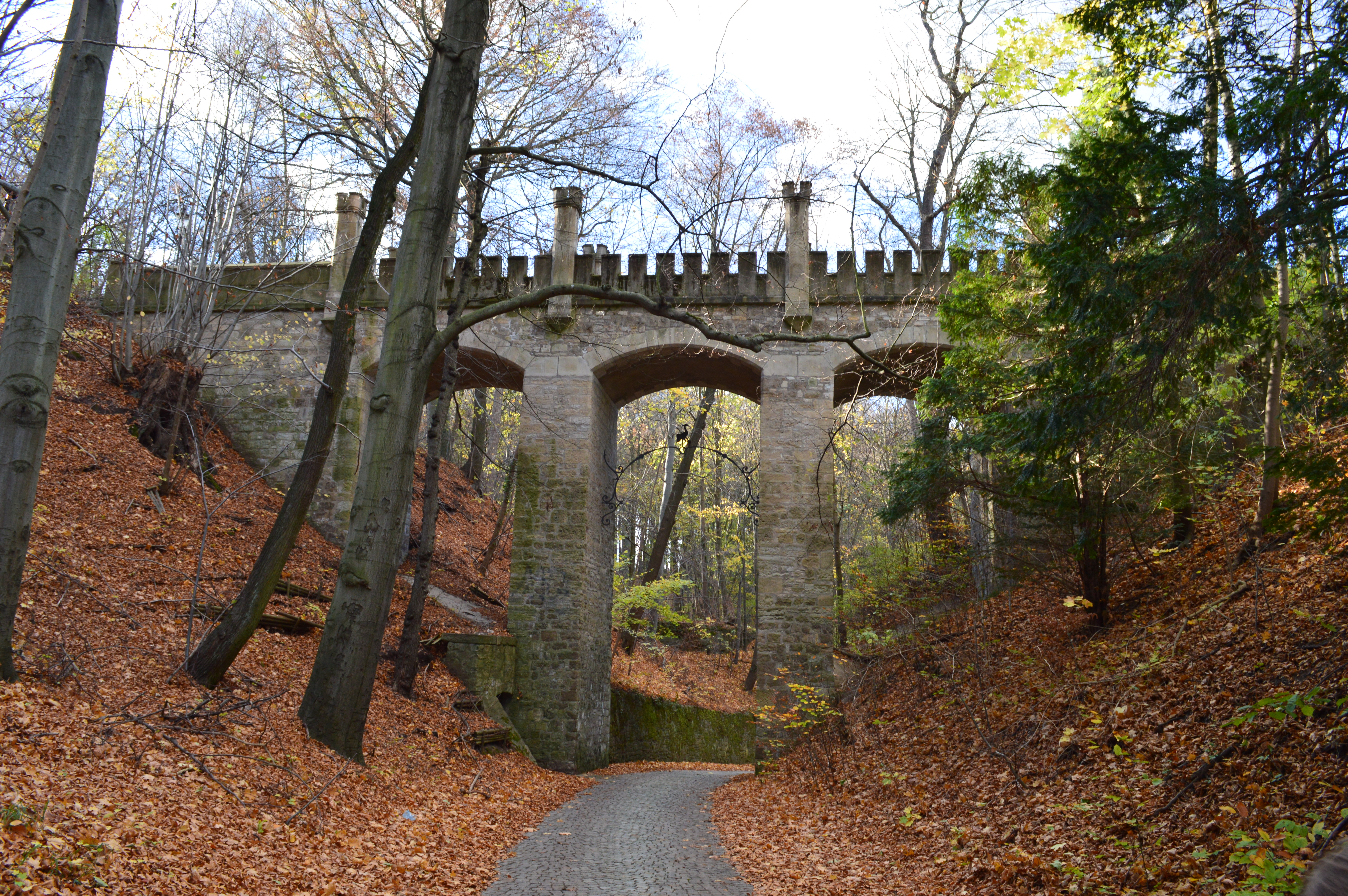
Wolfsbrücke zum Schloss

Die ausgebrannten Ruinen von Schloss Osterstein wurden weitgehend dem Verfall überlassen, lediglich der Bergfried wurde restauriert und erhielt seine heutige kegelförmige Turmhaube. Im Rahmen eines NAW-Projektes wurden die baufälligen Ruinen am 9. Dezember 1962  gesprengt. Auf dem Plateau der ehemaligen Hauptburg entstand eine Ausflugsgaststätte, das Terrassencafé Osterstein, zu dem auch eine kleine Freilichtbühne sowie ein Kinderspielplatz gehören. Gemeinsam mit dem nun als Aussichtsturm genutzten 21 Meter hohen Bergfried ist das Café heute ein beliebtes Ausflugsziel.